# Jaime Harrison
Jaime R. Harrison (Orangeburg (South Carolina), 5 februari 1976) is een Amerikaans jurist en politicus van de Democratische Partij. Sinds 2017 is hij vicevoorzitter van het Democratisch Nationaal Comité. Eerder was hij voorzitter van de Democratische Partij van South Carolina van 2013 tot 2017. Bij de Senaatsverkiezingen van 2020 nam hij het op tegen de zittende Republikeinse senator Lindsey Graham. Deze won met tien procentpunten verschil. Op 14 januari 2021 maakte president-elect Joe Biden bekend Harrison voor te willen dragen als voorzitter van het Democratisch Nationaal Comité.